# Ито, Сэй
Сэй Ито (яп. 伊藤 整 Ито: Сэй, настоящее имя Хитоси Ито, пишется теми же иероглифами; 25 января 1905 — 15 ноября 1969) — японский писатель, поэт, литературный критик, переводчик. Автор шеститомной истории японской литературы.
Сэй Ито родился в уезде Мацумаэ на острове Хоккайдо в семье учителя. В 1928—1931 годах учился в Токийском коммерческом институте (яп. 東京商科大学). Печататься стал с 1926 года. Испытал влияние Зигмунда Фрейда и Джеймса Джойса, первым перевёл работы последнего на японский язык.
В 1930 году Сэй Ито опубликовал статью «О методе Джеймса Джойса „поток сознания“». В 1932—1934 годах перевёл роман «Улисс». Под влиянием «Улисса» Джойса Сэй Ито написал роман «Наруми Сэнкити» (1950). Параллельно с романом «Наруми Сэнкити» писатель написал теоретическую работу «Искусство романа» (1948).
В 1950 году в связи с переводом на японский язык и распространением романа Дэвида Лоуренса
«Любовник леди Чаттерлей» против писателя был возбуждён судебный процесс. Сэй Ито, выступивший как переводчик романа, и Хисадзиро Кояма, издатель романа, были обвинены в нарушении нравственности. Позднее Сэй Ито написал документальную повесть «Суд» (1952), в которой выступил в защиту Лоуренса и оспаривал определение его романа как порнографического. Программным произведением писателя считается роман «Феникс» (1953), представляющий собой историю трудного восхождения талантливой актрисы к вершине театральной карьеры. 
Сэй Ито умер в ноябре 1969 года в Токио.
В 1990 году в городе Отару в память о писателе была учреждена литературная премия его имени.

## Сочинения
- «Пора цветения», 1953
- «Феникс», 1953
- «Половодье», 1958
- «Раскопки», 1964

## В русском переводе
- Красивая // в кн. № 36", Новеллы японских писателей. Составл. и предисл. Е. Пинус, «Наука», Главная редакция восточной литературы (серия «Современная восточная новелла»), М., 1968